# アニスキ!
『アニスキ!』は、2010年10月4日から2013年9月30日まで文化放送超!A&G+で放送されていた簡易動画付きラジオ番組。パーソナリティは大久保英恵と浜崎奈々。

## 番組概要
聞くだけでアニメが大好きになるように、パーソナリティの2人が独自の視点でアニメの情報をリスナーに届ける番組。

### 放送時間
月2回更新（第1週・第3週更新）
- 2010年10月4日 - 2011年9月19日

月曜日 16:00 - 17:00（リピート放送：火曜日 6:00 - 7:00、土曜日 12:00 - 13:00）
- 2011年10月3日 - 2013年6月17日

月曜日 16:00 - 17:00（リピート放送：火曜日 6:00 - 7:00、木曜日 12:00 - 13:00）
- 2013年7月1日 - 2013年9月30日

月曜日 16:00 - 17:00（リピート放送：火曜日 6:00 - 7:00、木曜日 12:00 - 13:00、土曜日 7:00 - 8:00）

### パーソナリティ
- 大久保英恵
- 浜崎奈々

## コーナー
アニスキ!フューチャー
毎回テーマに合わせたアニメをミニゲームなどをしながら紹介し、色々な角度からアニメを楽しむ特集コーナー。
アニスキ!インフォメーション
最新アニメやおすすめA&Gグッズを紹介するコーナー。

## 特集リスト
- 第1回（2010年10月4日） 私たちの好きなアニメ
- 第2回（2010年10月18日） ポケモン
- 第3回（2010年11月1日） カードキャプターさくら
- 第4回（2010年11月15日） バクマン。
- 第5回（2010年12月6日） 鋼の錬金術師
- 第6回（2010年12月20日） 2010年アニメ
- 第7回（2011年1月3日） お正月に見たいアニメ
- 第8回（2011年1月17日） 2011年冬アニメ
- 第9回（2011年2月7日） ギャグアニメ
- 第10回（2011年2月21日） 恋愛アニメ
- 第11回（2011年3月7日） -
- 第12回（2011年3月21日） スポーツアニメ
- 第13回（2011年4月4日） ドラえもん
- 第14回（2011年4月18日） 2011年春アニメ
- 第15回（2011年5月2日） 歴史アニメ
- 第16回（2011年5月23日） もしドラ
- 第17回（2011年6月6日） 探偵ものアニメ
- 第18回（2011年6月20日） あの花
- 第19回（2011年7月4日） 実写化アニメ
- 第20回（2011年7月18日） 2011年夏アニメ
- 第21回（2011年8月8日） 2011年夏アニメ（おかわり）
- 第22回（2011年8月22日） にゃんにゃん
- 第23回（2011年9月5日） -
- 第24回（2011年9月19日） ノイタミナ
- 第25回（2011年10月3日） 2011年秋アニメ（予習編）
- 第26回（2011年10月17日） 2011年秋アニメ
- 第27回（2011年11月7日） たまゆら〜hitotose〜
- 第28回（2011年11月21日） WORKING'!!
- 第29回（2011年12月5日） ペルソナ4
- 第30回（2011年12月19日） 2011年私たちのアニメランキング
- 第31回（2012年1月2日） -
- 第32回（2012年1月16日） 2012年冬アニメ
- 第33回（2012年2月6日） 夏目友人帳
- 第34回（2012年2月20日） 妖狐×僕SS
- 第35回（2012年3月5日） ブラック★ロックシューター
- 第36回（2012年3月19日） アマガミ
- 第37回（2012年4月2日） 90年代アニメ
- 第38回（2012年4月16日） 宇宙兄弟
- 第39回（2012年5月7日） 2012年春アニメ
- 第40回（2012年5月21日） アクセル・ワールド
- 第41回（2012年6月4日） 謎の彼女X
- 第42回（2012年6月18日） つり球
- 第43回（2012年7月2日） 氷菓
- 第44回（2012年7月16日） 2012年夏アニメ
- 第45回（2012年8月6日） じょしらく
- 第46回（2012年8月20日） この中に1人、妹がいる!
- 第47回（2012年9月3日） 貧乏神が!
- 第48回（2012年9月17日） 夏雪ランデブー
- 第49回（2012年10月1日） ソードアート・オンライン
- 第50回（2012年10月15日） -
- 第51回（2012年11月5日） 2012年秋アニメ
- 第52回（2012年11月19日） 中二病でも恋がしたい！
- 第53回（2012年12月3日） ジョジョの奇妙な冒険
- 第54回（2012年12月17日） 2012年アニメ
- 第55回（2013年1月7日） 神様はじめました
- 第56回（2013年1月21日） 2013年冬アニメ
- 第57回（2013年2月4日） ショートアニメ
- 第58回（2013年2月18日） 琴浦さん
- 第59回（2013年3月4日） -
- 第60回（2013年3月18日） キューティクル探偵因幡
- 第61回（2013年4月1日） ちはやふる
- 第62回（2013年4月15日） 2013年春アニメ
- 第63回（2013年5月6日） 俺の妹がこんなに可愛いわけがない
- 第64回（2013年5月20日） はたらく魔王さま！
- 第65回（2013年6月3日） 銀河機攻隊マジェスティックプリンス
- 第66回（2013年6月17日） 変態王子と笑わない猫。
- 第67回（2013年7月1日） 2013年上半期アニメ
- 第68回（2013年7月15日） 2013年夏アニメ
- 第69回（2013年8月5日） 神のみぞ知るセカイ
- 第70回（2013年8月19日） 恋愛ラボ
- 第71回（2013年9月2日） 私がモテないのはどう考えてもお前らが悪い!
- 第72回（2013年9月16日） ダンガンロンパ
- 第73回（2013年9月30日） -

## ゲスト
- 第59回（2013年3月4日） 井澤詩織
- 第62回（2013年4月15日） 井澤詩織
- 第73回（2013年9月30日） 雄賀多あや

## フロート番組

### 氷川竜介アニメのミカタ
毎回古今東西のアニメやアニメにまつわるテーマをパーソナリティの2人がディープに語り合い、リスナーにアニメの新しい見かたを紹介していく番組。
- 2010年10月4日 - 2013年9月16日

パーソナリティ
氷川竜介
長谷川のび太

### 物活動ラジオ!放課後うるめいつ
A&Gグッズの物販活動、略して"物活動"を行ってるユニット「うるめいつ」が、ラジオでも物活動をする番組。オリジナルグッズの制作や、様々なチャレンジを行う。
- 2010年10月4日 - 2012年3月19日

パーソナリティ
うるめいつ
吉田カナ子
松尾まどか（まどか☆マリカ）
大村真璃佳（まどか☆マリカ）
雄賀多あや
天野真理子

### 物活動ラジオ!セブンズミーティング
A&Gグッズの物販活動、略して"物活動"を行ってるユニット「うるめいつ7」が、より良い物活動を目指してミーティングする番組。
- 2012年7月16日 - 2013年9月30日

パーソナリティ
うるめいつ7
中谷亜美
黒岩希未代
有賀友利恵
遠野夏子
野呂翔矢（うるめいつ男子組、うるめんず）
冨沢竜也（うるめいつ男子組、うるめんず）
山口祥熙（うるめいつ男子組、うるめんず）
テーマソング
ラララ!うるめいつ / うるめいつ7